# Lavender Fields
Lavender Fields é uma telenovela filipina produzida pela Dreamscape Entertainment e exibida pela Kapamilya Channel de 2 de setembro de 2024 a 17 de janeiro de 2025. É protagonizada por Jodi Sta. Maria, Jericho Rosales, Janine Gutierrez, Jolina Magdangal, Albert Martinez, Maricel Soriano e Edu Manzano.

## Enredo
Jasmin estava aproveitando uma vida idílica em sua cidade natal nas montanhas, mas um encontro com um homem misterioso ligado a um império criminoso levou tudo embora. Agora ela está em busca de vingança com uma nova identidade.

## Elenco
Elenco principal
- Jodi Sta. Maria como Jasmin Flores / Lavender Fields[2]
- Janine Gutierrez como Iris Buenavidez-de Vera[3]
- Jericho Rosales como Tyrone de Vera / Arthur Pelaez / Frederico Valderama[a][4]
- Maricel Soriano como Aster Fields[5]
- Albert Martinez como Elizandro "Zandro" Fernandez[5]
- Edu Manzano como Vittorio "Vitto" Buenavidez[5]
- Jolina Magdangal como Lily Atienza[6]

Elenco de apoio
- Jana Agoncillo como Mirasol "Mira" Gallego[7]
- Krystal Mejes como Myrtle Hidalgo[7]
- Miguel Vergara como John Paul "JP" Madrigal[7]
- Marc Santiago como Gio Albano[7]
- Victor Neri como Maximo "Max" Albano
- Bernard Palanca como Harry Hidalgo
- Soliman Cruz como chefe Benjamin Esteban
- Thou Reyes como Jethro Joven
- Biboy Ramirez como Lance Atienza
- Race Matias como Eric Pascual
- Justine Luzares como Patrick Madrigal
- Pamu Pamorada como Petunia Hidalgo
- Alex Diaz como Ian
- Eric Nicolas como Berting
- Benj Manalo como Tommy
- Cheena Crab como Dahlia
- Kate Alejandrino como Marigold Fields-Gallego
- Analain Salvador como Heather Buenavidez
- Jonic Magno como Rod Corpuz
- Yesh Burce como Lydia Albano
- Janell Gonzaga como Camilla Atienza / Bella Flores de Vera
- Mira Lumbayan como Rose Hidalgo
- Natalia Espejo como Angel Albano

Elenco de convidados
- Lotlot de Leon como Rosita Flores
- Gardo Versoza como Andres Flores
- Roxanne Guinoo como Ivy Fernandez[8]
- Markus Paterson como Frederico "Freddie" Valderama
- Louise Abuel como Carlos "Carlo" Fernandez
- Marela Torre como Stephanie Jacinto
- Archi Adamos como Fernan

## Exibição
| País/Região      | Emissora          | Data de estréia       | Data de final         | Título          |
| ---------------- | ----------------- | --------------------- | --------------------- | --------------- |
| Filipinas        | Kapamilya Channel | 2 de setembro de 2024 | 17 de janeiro de 2025 | Lavender Fields |
| Filipinas        | A2Z               | 2 de setembro de 2024 | 17 de janeiro de 2025 | Lavender Fields |
| Filipinas        | TV5               | 2 de setembro de 2024 | 17 de janeiro de 2025 | Lavender Fields |
| Estados Unidos   | TFC               | setembro de 2024      | janeiro de 2025       | Lavender Fields |
| Canadá           | TFC               | setembro de 2024      | janeiro de 2025       | Lavender Fields |
| Japão            | TFC               | setembro de 2024      | janeiro de 2025       | Lavender Fields |
| Coreia do Sul    | TFC               | setembro de 2024      | janeiro de 2025       | Lavender Fields |
| Taiwan           | TFC               | setembro de 2024      | janeiro de 2025       | Lavender Fields |
| Hong Kong        | TFC               | setembro de 2024      | janeiro de 2025       | Lavender Fields |
| Malásia          | TFC               | setembro de 2024      | janeiro de 2025       | Lavender Fields |
| Indonésia        | TFC               | setembro de 2024      | janeiro de 2025       | Lavender Fields |
| Singapura        | TFC               | setembro de 2024      | janeiro de 2025       | Lavender Fields |
| Papua-Nova Guiné | TFC               | setembro de 2024      | janeiro de 2025       | Lavender Fields |
| Austrália        | TFC               | setembro de 2024      | janeiro de 2025       | Lavender Fields |
| Nova Zelândia    | TFC               | setembro de 2024      | janeiro de 2025       | Lavender Fields |
| Europa           | TFC               | setembro de 2024      | janeiro de 2025       | Lavender Fields |
| Médio Oriente    | TFC               | setembro de 2024      | janeiro de 2025       | Lavender Fields |

## Produção
Em 4 de junho de 2024, Lavender Fields foi anunciado pela Dreamscape Entertainment, com Jodi Sta. Maria escalada para o papel principal.
A emissora ABS-CBN começou a revelar cada um dos membros do elenco toda semana, seguido por uma entrevista de MJ Felipe.
Uma telenovela de eventos como a filmagem do anúncio, leitura do roteiro e teste de visual também ocorreram, nos quais mais membros do elenco são revelados. Os bastidores desses eventos também foram compartilhados pelo canal do ABS-CBN Entertainment no YouTube.
O trailer oficial da telenovela foi lançado em 6 de agosto de 2024.

## Música
Regine Velasquez e Ogie Alcasid cantam a música tema Maskara da telenovela.

## Lançamento
Lavender Fields foi lançado na Netflix em 30 de agosto de 2024 e no iWantTFC em 31 de agosto, antes de estrear nas plataformas de transmissão de televisão em 2 de setembro. A telenovela consiste em 100 episódios.